# مارك ماتسون
مارك ماتسون (بالإنجليزية: Mark Mattson)‏ هو عالم أعصاب أمريكي، ولد في 1957.